# Ungarisch-jüdische Wochenschrift
Die Ungarisch-jüdische Wochenschrift war eine deutschsprachige jüdische Wochenzeitung, die 1871 und 1872 in Budapest im Königreich Ungarn in der Habsburgermonarchie erschienen ist. Das von M. Kayserling und S. Kohn herausgegebene Blatt bot Nachrichten zu jüdischen Gemeinden und Persönlichkeiten aus dem In- und Ausland sowie Texte zu Geschichte, Kultur, Literatur und religiösen Themen. Ein Schwerpunkt lag auf schulpolitischen Anliegen, mit denen die anscheinend im Schuldienst tätigen Herausgeber besonders gut vertraut waren, wobei sie Bildung als Grundlage für die künftige Gleichstellung der europäischen Juden betrachteten. Ein nicht unwesentlicher Teil der Beiträge widmete sich antisemitischen Vorfällen. In der innerjüdischen Debatte um Tradition oder Reform vertrat die Zeitung gemäßigte Positionen des liberalen Judentums.